# Szylkret

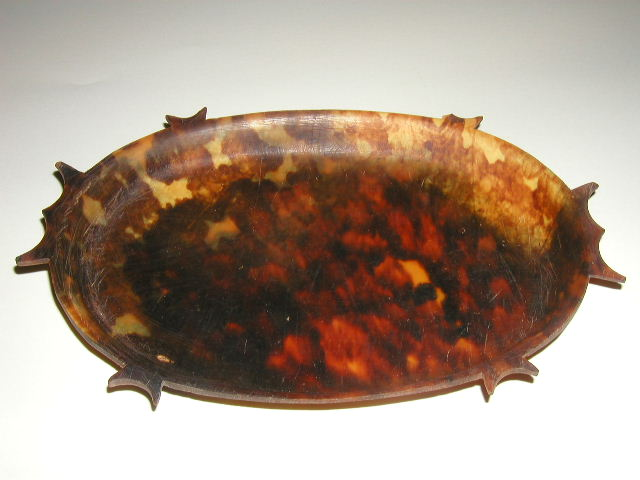
Ozdoba z szylkretu

Szylkret – materiał dekoracyjny z rogowych płytek pokrywających pancerz żółwi szylkretowych (Eretmochelys imbricata), występujących w  tropikalnych rafach wszystkich oceanów. 
Do celów zdobniczych wykorzystuje się grube płytki pancerza grzbietowego zwane karapaksem. Mają one barwę bursztynową lub jasnobrunatną z ciemnobrunatnymi plamkami lub pasmami. Wykorzystuje się też płytki z pancerza brzusznego zwanego plastronem o jednolitej, żółtej barwie.
Szylkret składa się głównie  z keratyn, cechuje się niezbyt dużą twardością (w skali Mohsa ok. 2,5), jest elastyczny, przeświecający, mięknie w podwyższonej temperaturze i daje się wtedy łatwo modelować. W wysokiej temperaturze stapia się tworząc masę. Daje się polerować.
Ze względu na swoje ubarwienie już od starożytności był wykorzystywany do wyrobu drobnej galanterii (zwłaszcza dekoracyjnej).
Popularny w XVII i XVIII wieku w Europie, wykorzystywany w różnych technikach zdobniczych między innymi do dekoracji mebli (markieteria), drobnych przedmiotów jak wachlarze, puzderka, tabakiery.
Pozyskiwanie szylkretu jest obecnie nielegalne, Międzynarodowa Unia Ochrony Przyrody (IUCN) od 1982 roku uznaje żółwie szylkretowe za gatunek krytycznie zagrożony wyginięciem. W 1994 roku w Japonii zatrzymano wiele skorup importowanych z innych krajów. Do tego czasu przez japoński rynek przewijało się ponad 30 ton żółwich karapaksów rocznie. Największym ośrodkiem nielegalnego handlu żółwiami szylkretowymi są Karaiby. W 2006 roku odkryto, że istnieje ogromny rynek handlu wyrobami z tych żółwi, głównie na terenach Dominikany i Kolumbii.